# Ämbetshuset

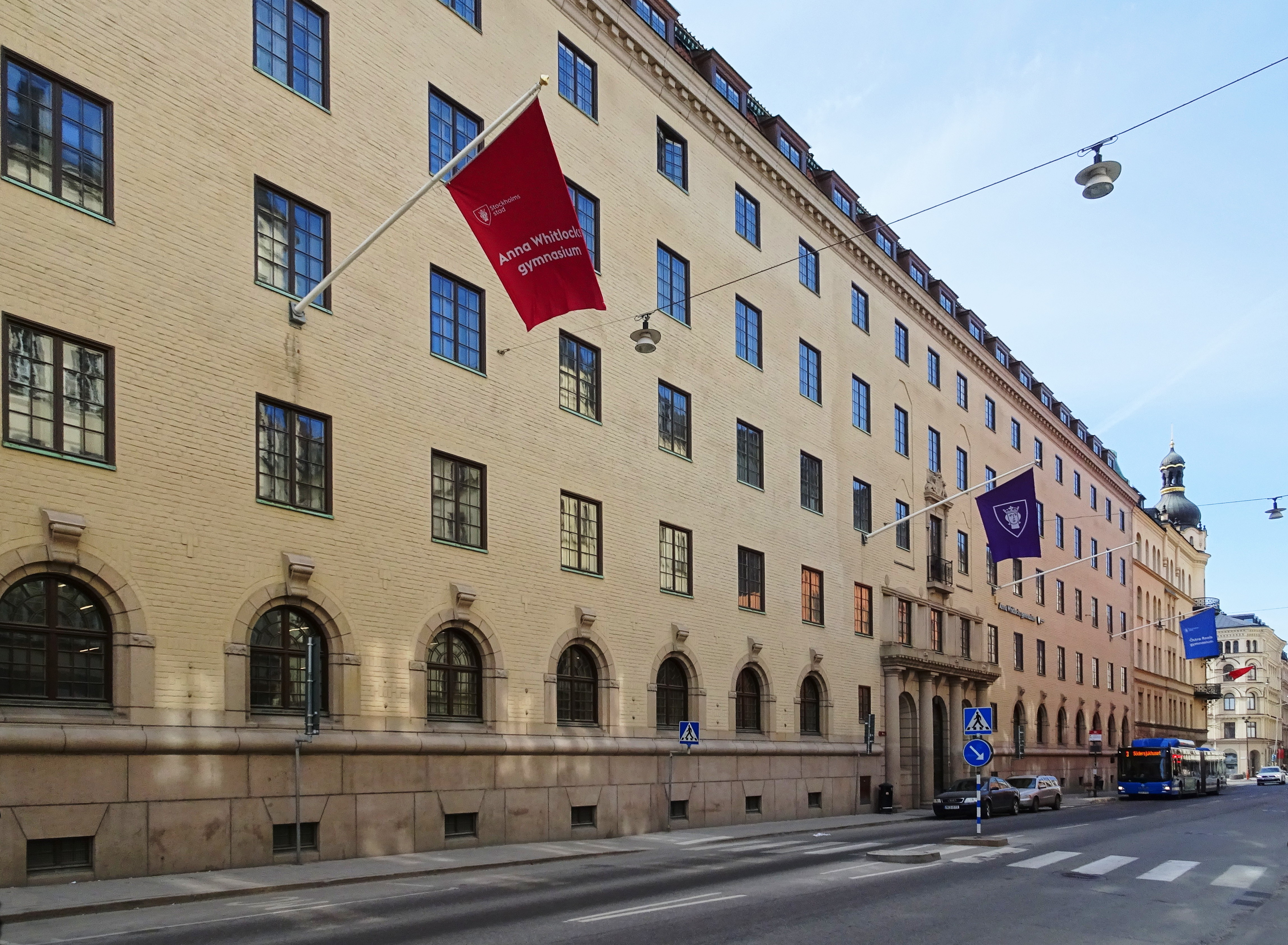
Fasad mot Hantverkargatan, 2019.

Ämbetshuset eller Länsstyrelsens byggnad är en byggnad belägen på Hantverkargatan 29 på Kungsholmen i Stockholms innerstad, mellan Kungsholms kyrka och Kungsholmstorg. Byggnaden sträcker sig genom hela kvarteret till Garvargatan. Ursprungligen uppförd som en ämbetsbyggnad har den inhyst olika statliga verk, senast Länsstyrelsen i Stockholms län. Från augusti 2018 blev byggnaden lokal för Anna Whitlocks gymnasium. Fastigheten Murmästaren 3 grönmärktes av Stadsmuseet i Stockholm vilket innebär att bebyggelsen bedöms vara särskilt värdefull från historisk, kulturhistorisk, miljömässig eller konstnärlig synpunkt.

## Historik
Byggnaden uppfördes 1926 som kontorshus för statliga verk efter ritningar av arkitekten Axel Lindegren med Kreuger & Toll som byggmästare. Kungliga Byggnadsstyrelsen var byggherre och även hyresgäst, och byggnaden kom att kallas Ämbetshuset eftersom en rad olika centrala ämbetsverk skulle inrymmas. Här fanns exempelvis Väg- och vattenbyggnadsstyrelsen, Rikets allmänna kartverk samt Skolöverstyrelsen. I början av 1970-talet flyttade Länsstyrelsen in i byggnaden och huserade där fram till 2015.
I november 2016 klubbade kommunfullmäktige i Stockholm ett beslut om att fastigheten skall byggas om till en gymnasieskola med plats för 2600 elever. Namnet på den nya skolan blir Anna Whitlocks gymnasium. 

## Utsmyckning
På en av de tre gårdarna finns en skulptur – en sittande kvinna – av Sven Lundqvist. Entréportalen är utförd i skulpterad brons som visar scener ur arbetslivet i Ämbetshuset.

## Bilder

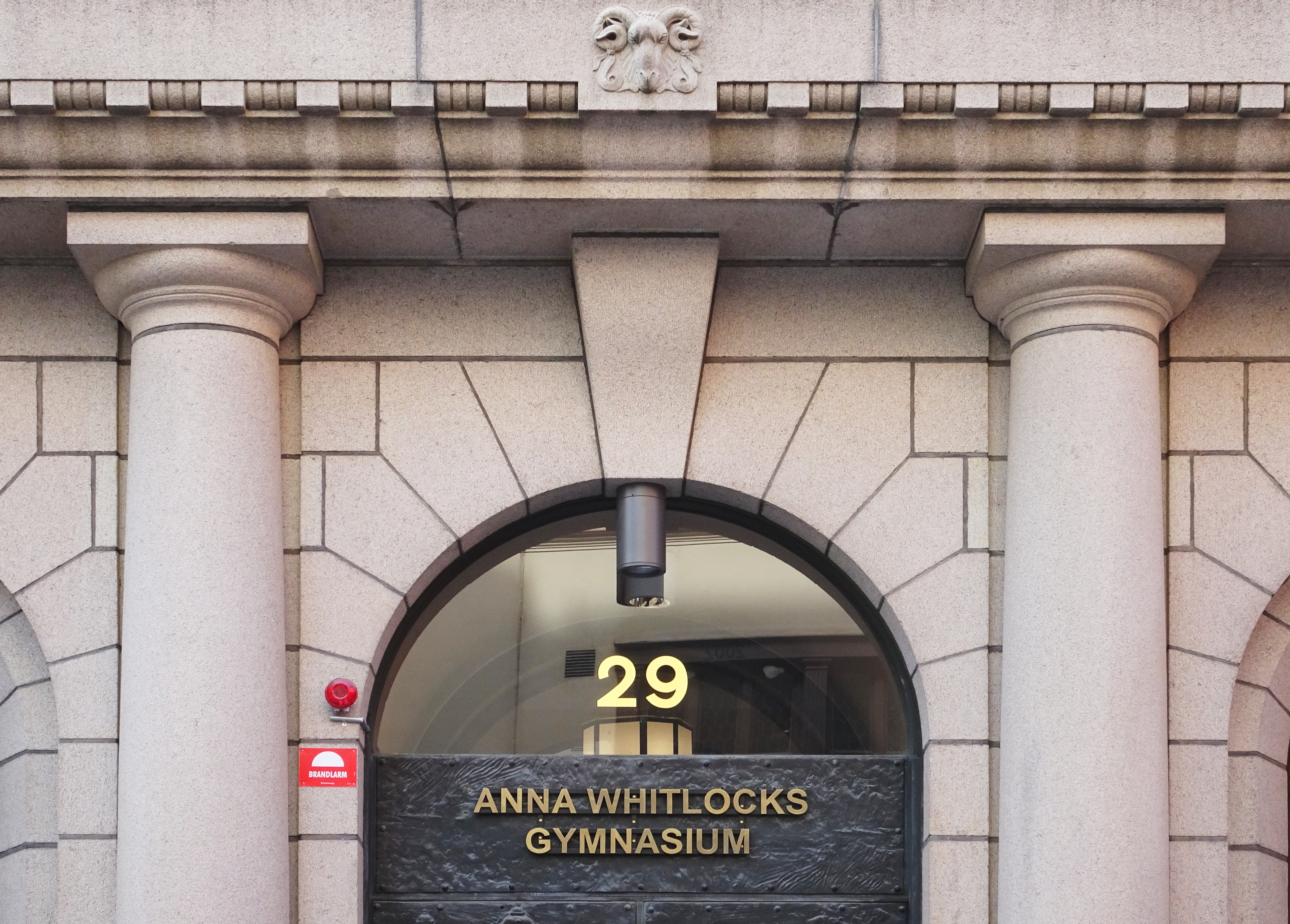
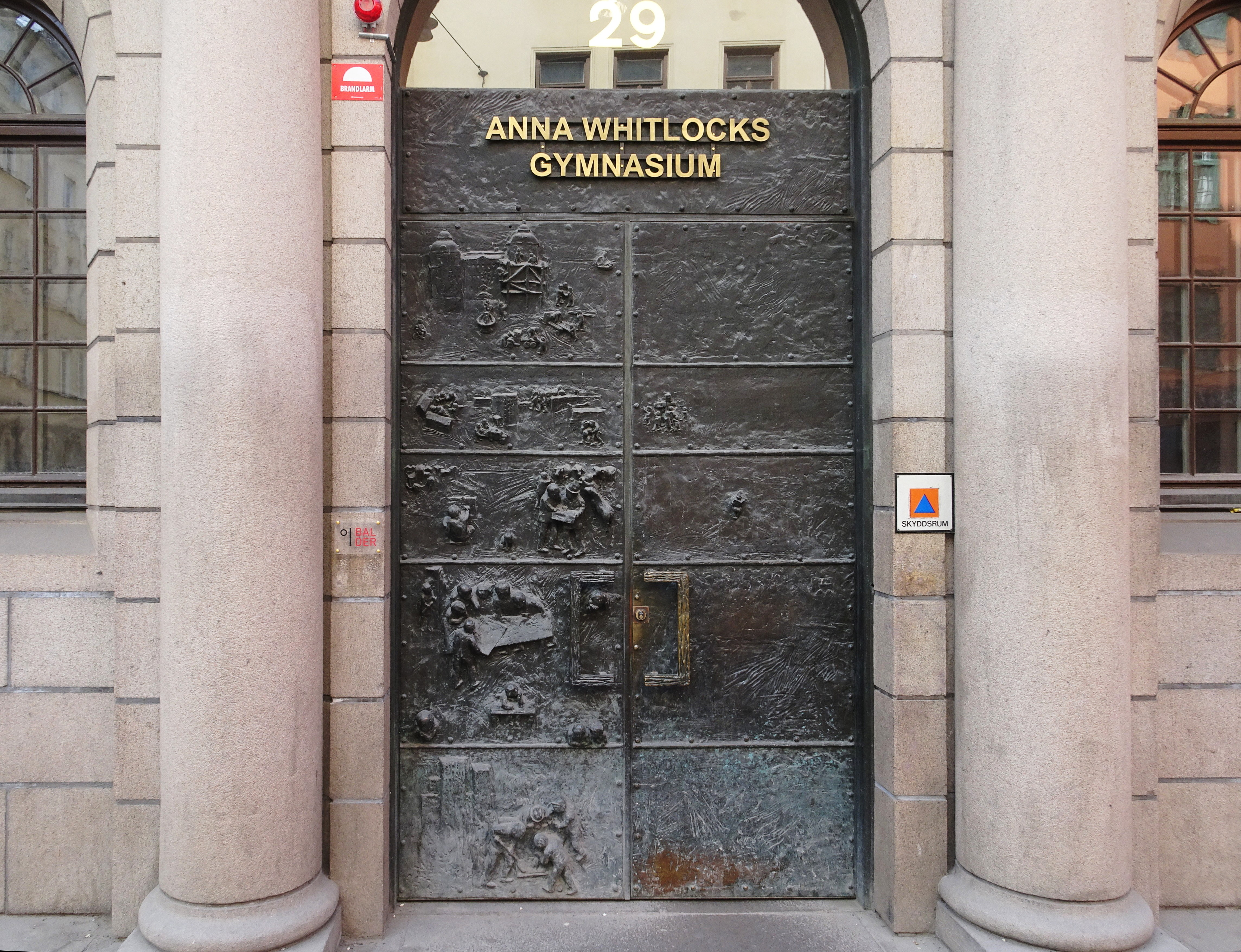
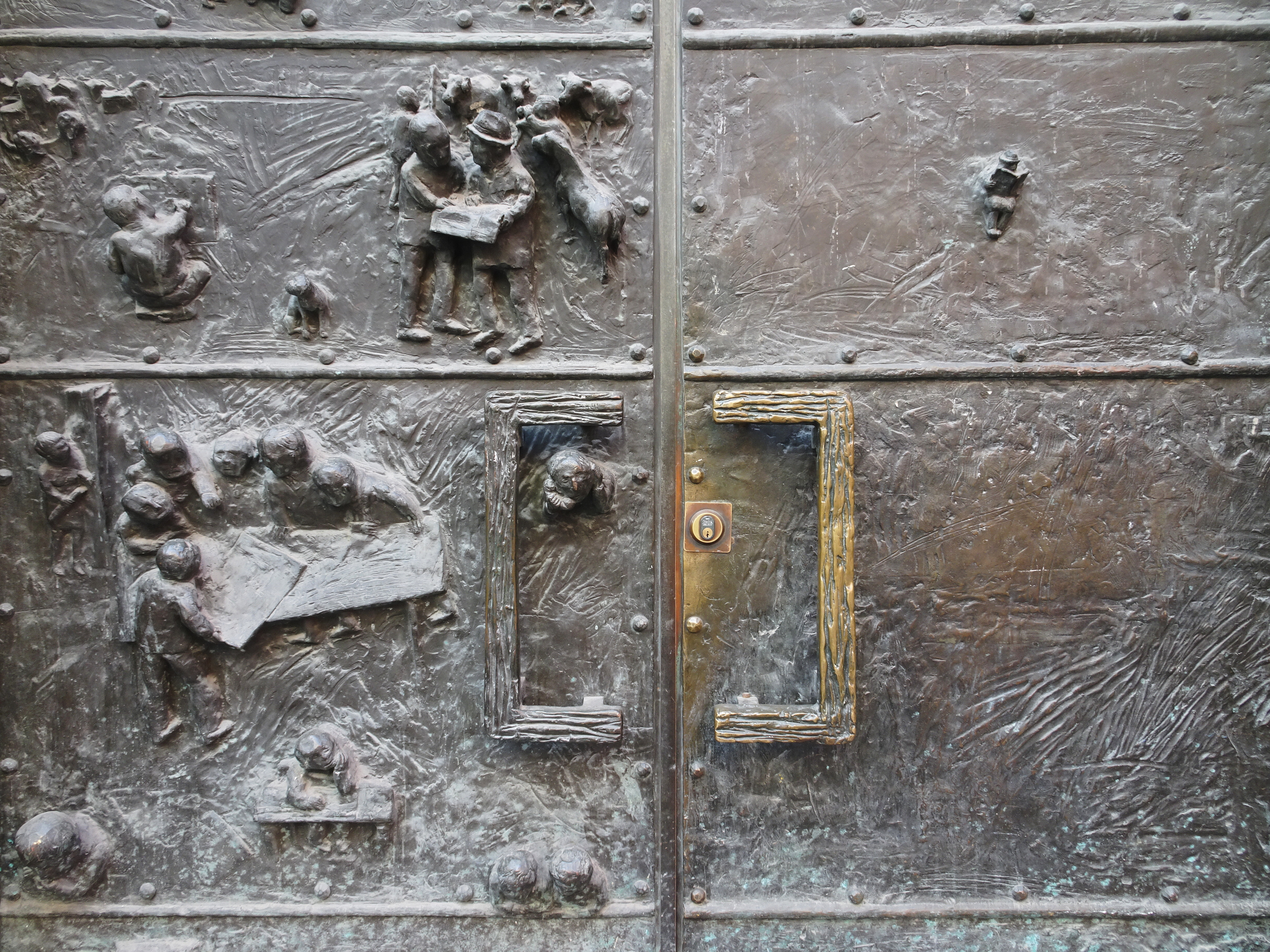
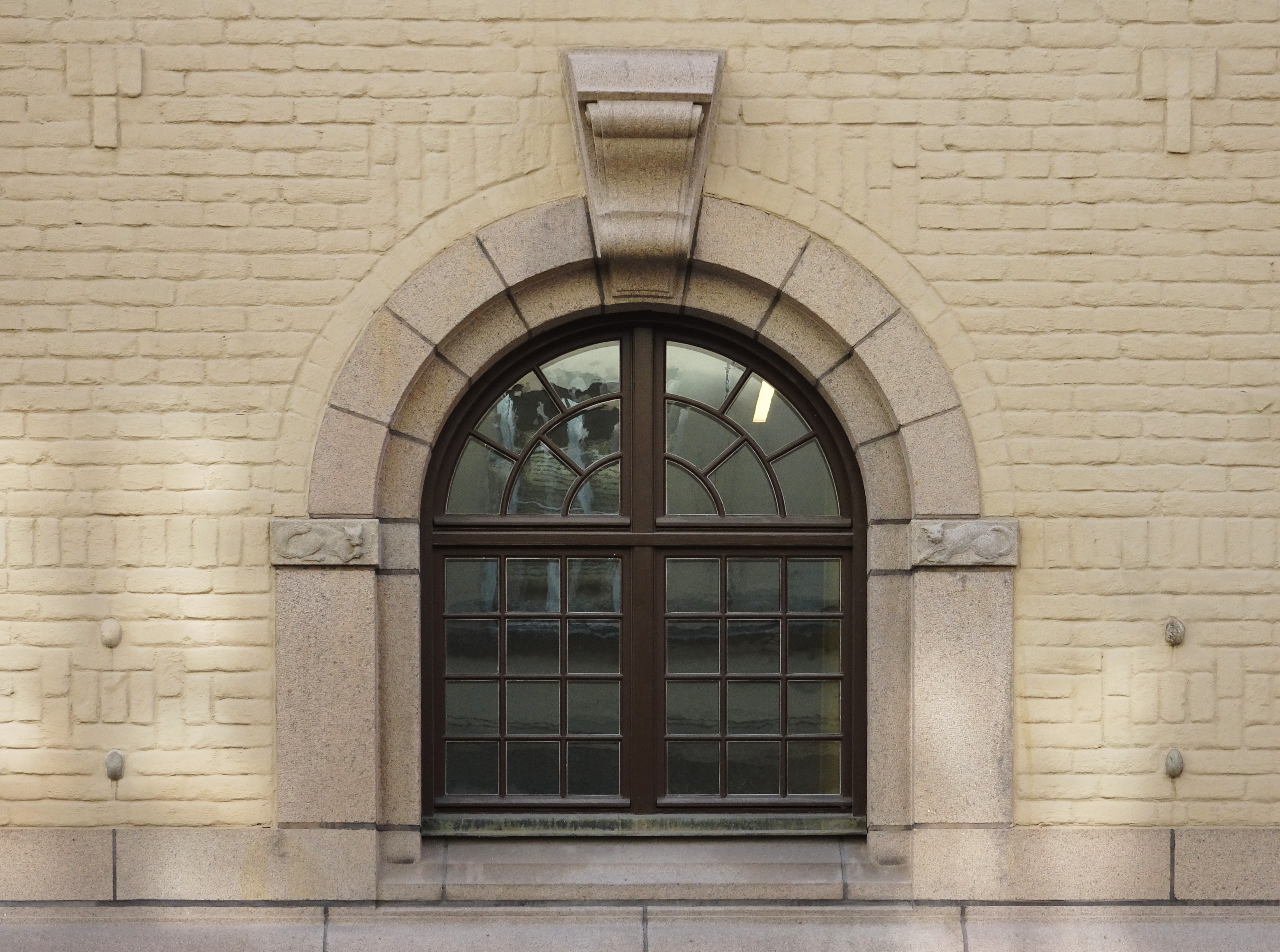